# Mièges (commune déléguée)
Cet article possède un paronyme, voir Miège.
Mièges est une ancienne commune française située dans le département du Jura en région Bourgogne-Franche-Comté.
Le 1er janvier 2016 elle fusionne avec ses voisines Esserval-Combe et Molpré au sein de la commune nouvelle de Mièges. Elle prend lors le statut administratif de commune déléguée.

## Histoire
La maison de Mièges tirait son nom de la prévôté du Val de Mièges. Les seigneurs de ce lieu tenaient ce fief des sires de Salins. En 1270, Pierre II de Mièges, chevalier, vend la prévôté à Laure de Commercy, veuve de Jean Ier de Chalon.
En 2015, les communes de Mièges, Esserval-Combe et Molpré décident de s'unir pour former une commune nouvelle à compter du 1er janvier 2016.

## Politique et administration

### Liste des maires
| Période   | Période          | Identité      | Étiquette | Qualité |
| --------- | ---------------- | ------------- | --------- | ------- |
| mars 2001 | mars 2008        | Gilles Perrin |           |         |
| mars 2008 | 31 décembre 2016 | Philippe Dole |           |         |

| Période          | Période  | Identité      | Étiquette | Qualité |
| ---------------- | -------- | ------------- | --------- | ------- |
| 1er janvier 2016 | En cours | Philippe Dole |           |         |

## Population et société

### Démographie
L'évolution du nombre d'habitants est connue à travers les recensements de la population effectués dans la commune depuis 1793. À partir du 1er janvier 2009, les populations légales des communes sont publiées annuellement dans le cadre d'un recensement qui repose désormais sur une collecte d'information annuelle, concernant successivement tous les territoires communaux au cours d'une période de cinq ans. 
Pour les communes de moins de 10 000 habitants, une enquête de recensement portant sur toute la population est réalisée tous les cinq ans, les populations légales des années intermédiaires étant quant à elles estimées par interpolation ou extrapolation. Pour la commune, le premier recensement exhaustif entrant dans le cadre du nouveau dispositif a été réalisé en 2006,.
En 2013, la commune comptait 84 habitants, en évolution de −15,15 % par rapport à 2008 (Jura : −0,23 %, France hors Mayotte : +2,49 %).
| 1793 | 1800 | 1806 | 1821 | 1831 | 1836 | 1841 | 1846 | 1851 |
| ---- | ---- | ---- | ---- | ---- | ---- | ---- | ---- | ---- |
| 348  | 299  | 328  | 562  | 557  | 556  | 611  | 390  | 367  |

| 1856 | 1861 | 1866 | 1872 | 1876 | 1881 | 1886 | 1891 | 1896 |
| ---- | ---- | ---- | ---- | ---- | ---- | ---- | ---- | ---- |
| 325  | 342  | 302  | 288  | 282  | 269  | 242  | 241  | 243  |

| 1901 | 1906 | 1911 | 1921 | 1926 | 1931 | 1936 | 1946 | 1954 |
| ---- | ---- | ---- | ---- | ---- | ---- | ---- | ---- | ---- |
| 194  | 188  | 189  | 204  | 204  | 150  | 157  | 160  | 158  |

| 1962 | 1968 | 1975 | 1982 | 1990 | 1999 | 2006 | 2011 | 2013 |
| ---- | ---- | ---- | ---- | ---- | ---- | ---- | ---- | ---- |
| 141  | 125  | 111  | 103  | 111  | 91   | 95   | 88   | 84   |

## Culture locale et patrimoine

### Patrimoine bâti et monuments
- Avec sa chapelle des seigneurs de Chalon, l'église priorale de Mièges (qui était également église paroissiale de la ville de Nozeroy, où s'élevait leur grande résidence princière) offre un intérêt particulier. Cette chapelle de style gothique flamboyant a bénéficié sans doute de la collaboration du maître-maçon Antoine Lagniaz. Elle frappe par ses voûtes complexes à clefs de voûte pendantes et nervures dédoublées (fin XVe siècle - début XVIe siècle). Cet ensemble de qualité exceptionnelle présente une proche parenté avec une chapelle de l'église d'Orbe, en Suisse[10].

- Oratoire Saint-Roch
- Oratoire Saint-Sébastien

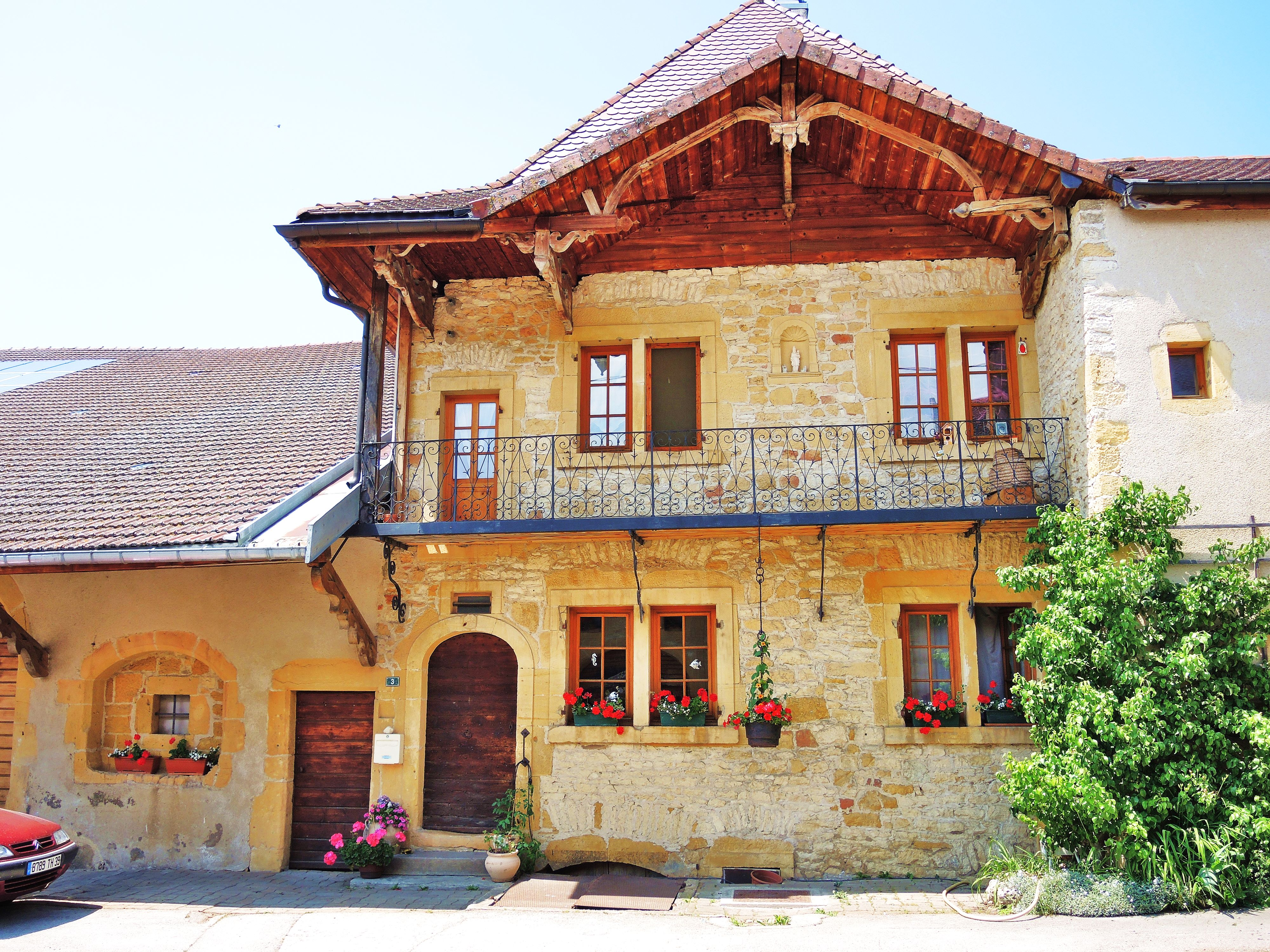
Maison au centre du village.
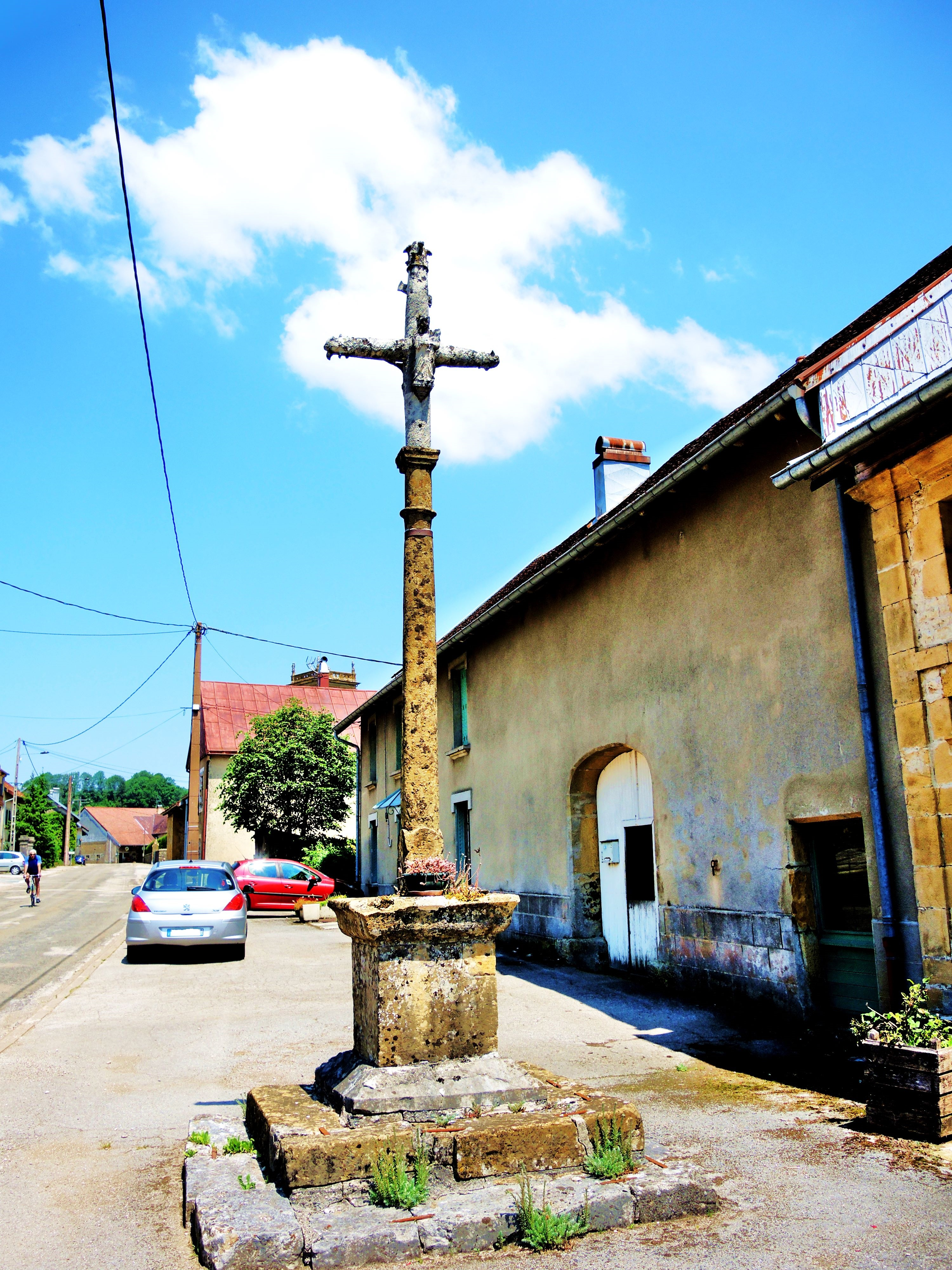
Croix ancienne au centre du village.
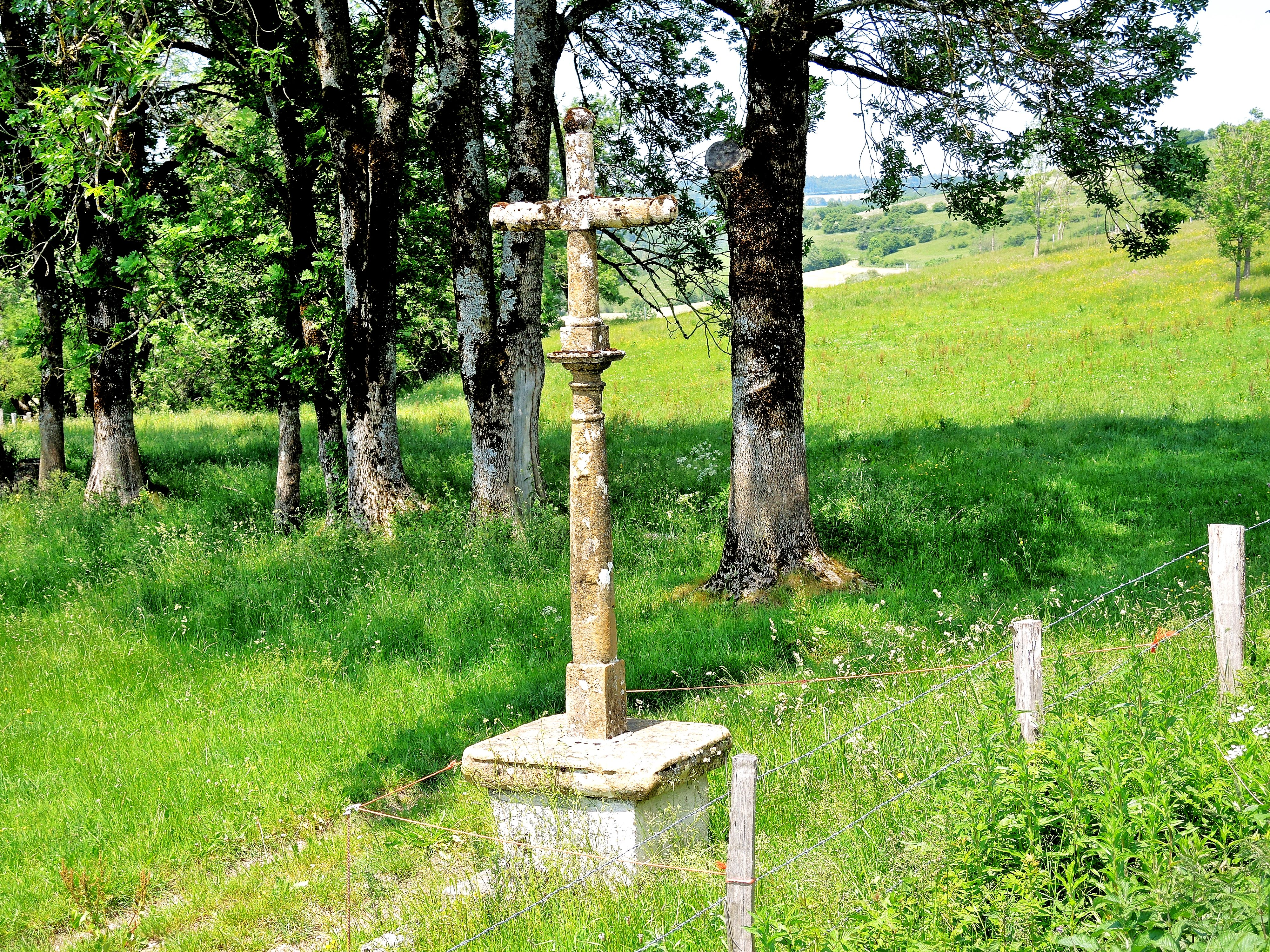
Croix pommée à la sortie nord du village.
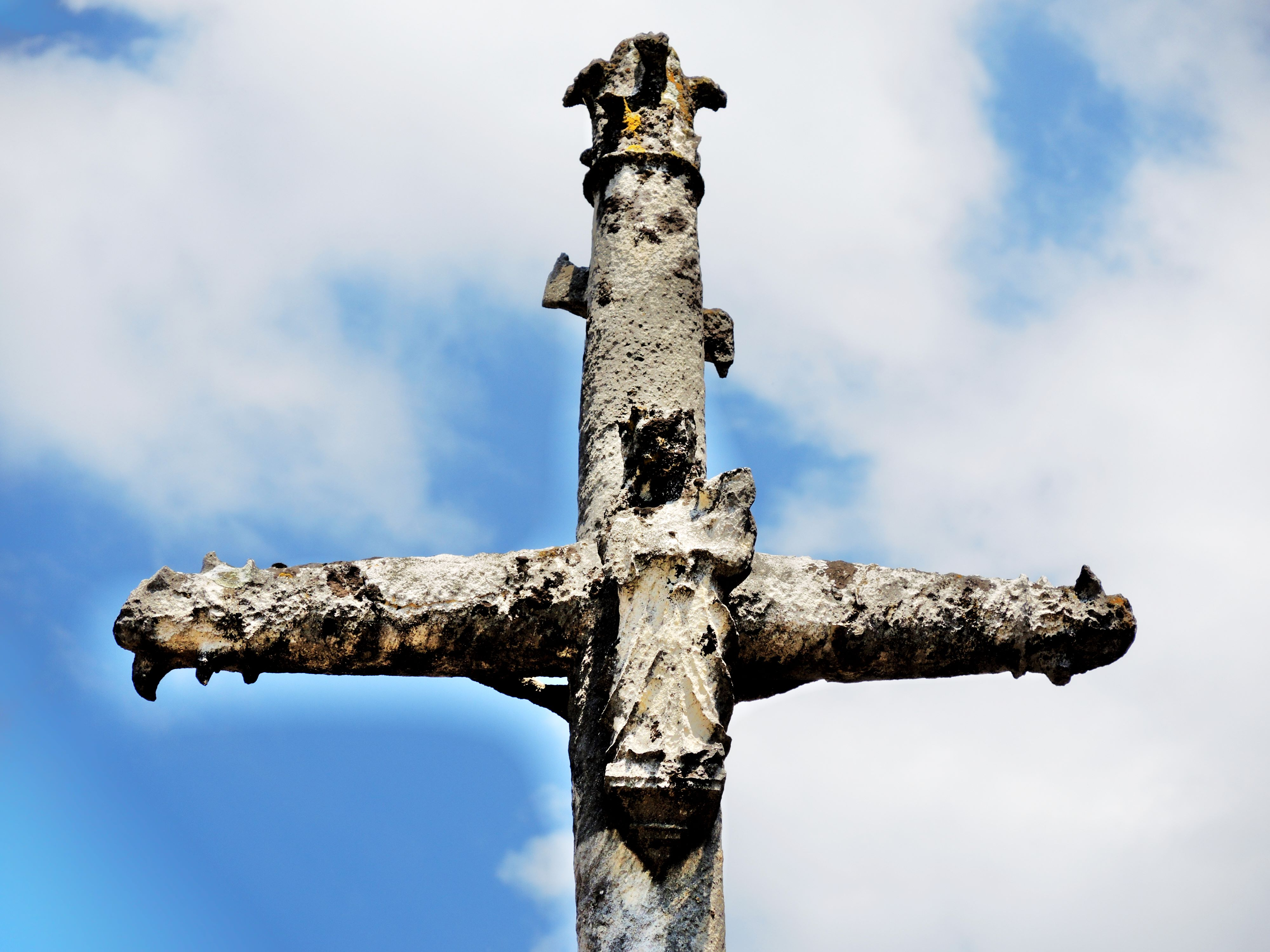
Détail de la croix ancienne au centre du village.
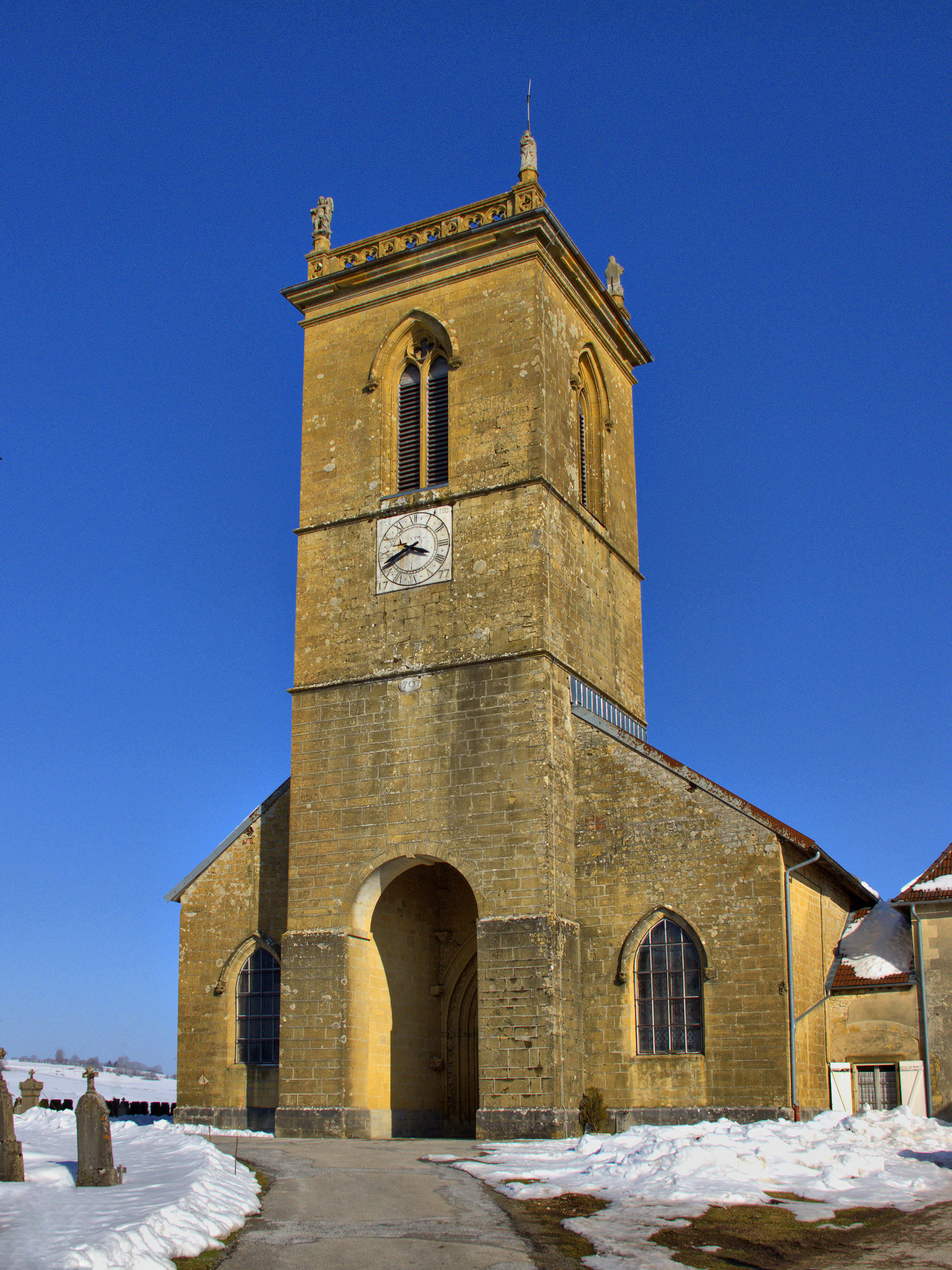
L'église de Mièges.

### Personnalités liées à la commune
- François Carlier, ermite, originaire du Hainaut, vécut à Mièges au XVIIe siècle.